# Ujazd (gromada w powiecie brzezińskim)
Ujazd – dawna gromada, czyli najmniejsza jednostka podziału terytorialnego Polskiej Rzeczypospolitej Ludowej w latach 1954–1972.
Gromady, z gromadzkimi radami narodowymi (GRN) jako organami władzy najniższego stopnia na wsi, funkcjonowały od reformy reorganizującej administrację wiejską przeprowadzonej jesienią 1954 do momentu ich zniesienia z dniem 1 stycznia 1973, tym samym wypierając organizację gminną w latach 1954–1972.
Gromadę Ujazd siedzibą GRN w Ujeździe utworzono – jako jedną z 8759 gromad na obszarze Polski – w powiecie brzezińskim w woj. łódzkim, na mocy uchwały nr 29/54 WRN w Łodzi z dnia 4 października 1954. W skład jednostki weszły obszary dotychczasowych gromad Bielina, Dębniak, Przesiadłów, Sańgródź, Skrzynki i Ujazd (z wyłączeniem przysiółka Ujazd przy granicy gruntów gromady Stasiolas) oraz wieś Teklów z dotychczasowej gromady Olszowa-Piaski ze zniesionej gminy Ujazd w tymże powiecie. Dla gromady ustalono 27 członków gromadzkiej rady narodowej.
31 grudnia 1959 do gromady Ujazd przyłączono wieś Stasiolas, wieś i kolonię Olszowa, wieś Olszowa-Piaski, przysiółek, kolonię i PGR Ujazd, wieś Helenów, wieś Wólka Krzykowska i wieś Maksymów ze zniesionej gromady Olszowa.
Gromada przetrwała do końca 1972 roku, czyli do kolejnej reformy gminnej. 1 stycznia 1973 reaktywowano gminę Ujazd.